# Fischer Péter (üzletember)
Fischer Péter (1831 körül – Budapest, 1883. november 30.) fővárosi képviselő.

## Élete
Fischer Péter és társa néven sebészeti mű- és kötőszergyára volt. Társtulajdonosok Fischer Győző, és Bayer László. Budapesten tevékenykedett fővárosi képviselőként. A francia Académie Nationale tagja, több magas kitüntetés birtokosa volt.

## Munkái
- A legszükségesebb sebészi eszközök név- és árjegyzéke. Pest, 1861.
- A poroplastikus nemes füzönyök alkalmazása a gerinczoszlop elferdüléseinél. Bpest, 1882.

## Díj
- Koronás Arany Érdemkereszt[2]